# 植木等のそれ行けドンドン
『植木等のそれ行けドンドン』（うえきひとしのそれいけドンドン）は、1970年10月1日から1971年1月7日までTBS系列局で放送されていたTBS製作のテレビドラマである。全14話。放送時間は毎週木曜 21:00 - 21:30 （日本標準時）。

## 概要
表向きは坊主だが実は天下の大泥棒「ドンドン」と発明家の「パチパチ」の通称「ドンパチ・コンビ」が、謎の美女とともに毎回お宝を巡ってあの手この手を展開するバラエティドラマ。
脚本はクレージー映画でお馴染みの田波靖男が手掛けた。

## 出演者
- ドンドン：植木等（ハナ肇とクレージーキャッツ）
- パチパチ：谷啓（ハナ肇とクレージーキャッツ）
- 謎の美女：朝丘雪路